# Sandy Hollow-Escondidas
Sandy Hollow-Escondidas est une census-designated place située dans le comté de Nueces, dans l’État du Texas, aux États-Unis. Sa population s’élevait à 296 habitants lors du recensement de 2010.